# Heteromeringia malaisei
Heteromeringia malaisei är en tvåvingeart som beskrevs av Frey 1960. Heteromeringia malaisei ingår i släktet Heteromeringia och familjen träflugor.
Artens utbredningsområde är Myanmar. Inga underarter finns listade i Catalogue of Life.